# Saint-Gervais, Vendée
Saint-Gervais är en kommun i departementet Vendée i regionen Pays de la Loire i västra Frankrike. Kommunen ligger i kantonen Beauvoir-sur-Mer som tillhör arrondissementet Les Sables-d'Olonne. År 2022 hade Saint-Gervais 2 752 invånare.

## Befolkningsutveckling
Antalet invånare i kommunen Saint-Gervais
| Referens: INSEE |